# تپه کارگاه
تپه کارگاه مربوط به دوران‌های تاریخی پس از اسلام است و در شهرستان تاکستان، روستای شنستق بالا واقع شده و این اثر در تاریخ ۲۵ اسفند ۱۳۷۹ با شمارهٔ ثبت ۳۱۳۵ به‌عنوان یکی از آثار ملی ایران به ثبت رسیده است.